# Limbikani Mzava
Limbikani Oscar Mzava (ur. 12 listopada 1993 w Blantyre) – piłkarz malawijski grający na pozycji środkowego obrońcy. Od 2020 jest piłkarzem klubu AmaZulu.

## Kariera klubowa
Swoją karierę piłkarską Mzava rozpoczął w klubie ESCOM United FC. W sezonie 2009/2010 zadebiutował w jego barwach w pierwszej lidze malawijskiej. W debiutanckim sezonie wywalczył z nim wicemistrzostwo Malawi. W sezonie 2010/2011 został z nim mistrzem, a w sezonie 2011/2012 ponownie wicemistrzem kraju.
W 2012 roku Mzava odszedł do południowoafrykańskiego Bloemfontein Celtic. Swój debiut w nim zanotował 16 września 2012 w zwycięskim 2:1 domowym meczu z Cape Town Spurs. W Bloemfontein Celtic występował przez trzy sezony.
W lipcu 2015 Mzava został zawodnikiem Mpumalanga Black Aces. Swój ligowy debiut w nim zaliczył 25 sierpnia 2015 w zwycięskim 1:0 domowym meczu z Mamelodi Sundowns. W klubie tym spędził rok.
W 2016 roku Mzava przeszedł do Lamontville Golden Arrows. Zadebiutował w nim 24 sierpnia 2016 w przegranym 1:3 wyjazdowym meczu z Orlando Pirates. Grał w nim do końca sezonu 2018/2019.
Latem 2019 Mzava został piłkarzem Highlands Park. Swój debiut w nim zanotował 4 sierpnia 2019 w przegranym 2:3 domowym spotkaniu z Kaizer Chiefs. Grał w nim przez rok.
W 2020 Mzava odszedł do AmaZulu. Zadebiutował w nim 4 listopada 2020 w zwycięskim 2:0 domowym meczu z Black Leopards. W sezonie 2020/2021 wywalczył z AmaZulu wicemistrzostwo Południowej Afryki.
| Sezon   | Klub                      | Kraj              | Rozgrywki        | Mecze | Gole |
| ------- | ------------------------- | ----------------- | ---------------- | ----- | ---- |
| 2009/10 | ESCOM United FC           | Malawi            | TNM Super League | ?     | ?    |
| 2010/11 | ESCOM United FC           | Malawi            | TNM Super League | ?     | ?    |
| 2011/12 | ESCOM United FC           | Malawi            | TNM Super League | ?     | ?    |
| 2012/13 | Bloemfontein Celtic       | Południowa Afryka | PSL              | 22    | 0    |
| 2013/14 | Bloemfontein Celtic       | Południowa Afryka | PSL              | 17    | 0    |
| 2014/15 | Bloemfontein Celtic       | Południowa Afryka | PSL              | 15    | 0    |
| 2015/16 | Mpumalanga Black Aces     | Południowa Afryka | PSL              | 22    | 0    |
| 2016/17 | Lamontville Golden Arrows | Południowa Afryka | PSL              | 28    | 0    |
| 2017/18 | Lamontville Golden Arrows | Południowa Afryka | PSL              | 29    | 2    |
| 2018/19 | Lamontville Golden Arrows | Południowa Afryka | PSL              | 26    | 2    |
| 2019/20 | Highlands Park            | Południowa Afryka | PSL              | 17    | 0    |
| 2020/21 | AmaZulu                   | Południowa Afryka | PSL              | 17    | 0    |

## Kariera reprezentacyjna
W reprezentacji Malawi Mzava zadebiutował 19 grudnia 2009 w wygranym 1:0 towarzyskim meczu z Mozambikiem, rozegranym w Songo. W 2022 został powołany do kadry na Puchar Narodów Afryki 2021. Na tym turnieju zagrał w dwóch meczach grupowych: z Gwineą (0:1) i z Zimbabwe (2:1).